# Sumokembangsri
Sumokembangsri is een bestuurslaag in het regentschap Sidoarjo van de provincie Oost-Java, Indonesië. Sumokembangsri telt 3900 inwoners (volkstelling 2010).